# 島峰藍
島峰 藍（しまみね あい、1989年 - ）は、日本のアートディレクター、グラフィックデザイナー。東京都出身。

## 略歴
- 光塩女子学院幼稚園、初等科卒業（2002）
- 女子美術大学付属中学校・高等学校、女子美術大学芸術学部デザイン学科卒業（2012）
- 東京藝術大学大学院美術研究科修士課程デザイン専攻修了（2014）

大学在学中の2009年、第7回銀座スペースデザイン学生コンペティションにてハツコエンドウ賞を受賞。2010年には、仲條正義特別講義にて仲條正義賞を受賞。2011年、2020年東京オリンピック・パラリンピックのロゴマークをデザインし、採用される。日本文教出版の教科書『高校生の美術1』にインタビューが掲載。東京藝術大学大学院美術研究科在学中は、藍色の研究と作品『藍色借景』を発表した。大学院修了後の2014年以降は、広告制作会社で企業・団体の広告やパッケージデザイン、キャラクターデザイン、スペースデザインなど幅広く手掛けている。

## 受賞歴
- 東京2020オリンピック・パラリンピック招致エンブレム[3]
- CLIO AWARDS[7]
- Spikes Asia[8]
- THE ONE SHOW[9]
- 第70回朝日広告賞[10]
- 第7回販促会議企画コンペティション[11]
- 第7回銀座スペースデザイン学生コンペティション[2]
- 女子美術大学100周年記念大村文子基金-大村特別賞[12]